# Accidentul feroviar de la Brétigny-sur-Orge
Accidentul feroviar de la Brétigny-sur-Orge a avut loc pe 12 iulie 2013, ora locală 17:14, în gara feroviară a orașului francez Brétigny-sur-Orge din departamentul Essonne. 
Trenul Intercity Corail 3657, cu destinația Limoges, a deraiat la 200 de metri înainte de intrarea în gara din Brétigny-sur-Orge. La bordul trenului călătoreau 385 de persoane. Șeful Companiei Naționale de Căi Ferate din Franța, Guillaume Pepy, a declarat că datorită acțiunii rapide a mecanicului conducător al trenului Intercity circulația trenurilor a fost imediat întreruptă reușindu-se astfel să se evite coliziunea cu un alt convoi de vagoane în mișcare.
Trei anchete judiciare și tehnice au fost deschise pentru a afla de ce cele șase vagoane ale trenului au deraiat, a precizat președintele Franței, François Hollande, care s-a deplasat la fața locului. Primele informații arată că trenul a deraiat la trecerea peste un macaz blocat prin detașarea unei eclise.

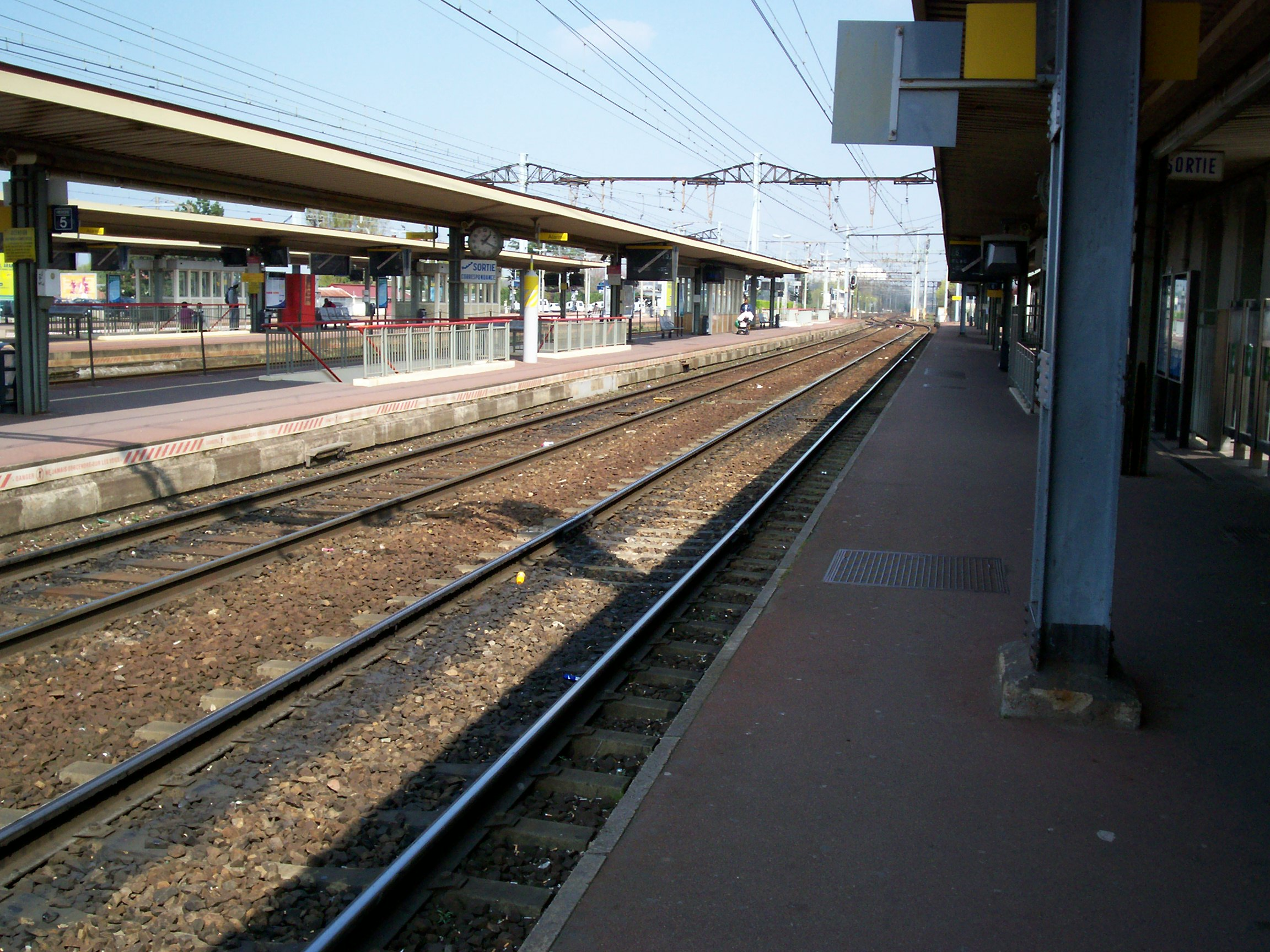
Locul accidentului în 2007

## Victime
Accidentul feroviar s-a soldat cu 6 decese și 30 de persoane traumate, dintre care opt se află în stare foarte gravă, a anunțat premierul francez, Jean-Marc Ayrault. Bilanțul morților ar putea crește din cauza rănirii severe a mai multor pasageri.